# سعيد أمزازي
سعيد أمزازي (مواليد 11 أبريل 1965) هو سياسي مغربي، شغل منصب وزير التربية الوطنية والتكوين المهني والتعليم العالي والبحث العلمي في المغرب منذ 22 يناير 2018 حتى 7 أكتوبر 2021، وشغل أيضًا منصب الناطق الرسمي للحكومة المغربية منذ 7 أبريل 2020 حتى 7 أكتوبر 2021 بعد أن تم إعفاء الناطق الرسمي السابق حسن عبيابة والأن يشغل منصب والي جهة سوس ماسة.
ويشغل سعيد أمزازي منصب رئيس جامعة محمد الخامس بالرباط منذ يناير 2015، بعد أن كان عميدا لكلية العلوم في الرباط من عام 2011 إلى عام 2015.

## مسيرته
شغل سعيد أمزازي منصب رئيس جامعة محمد الخامس بالرباط منذ سنة 2015، وهو حاصل، سنة 2001، على شهادة دكتوراه الدولة في البيولوجيا تخصص: علم المناعة وعلم الفيروسات والبيولوجيا الجزيئية - من كلية العلوم - جامعة محمد الخامس، من خلال تقديم أطروحة تم إعدادها بمستشفى "la Pitié Salpêtrière ""بجامعة بيير وماري كوري، ودكتوراه السلك الثالث في البيولوجيا من جامعة القاضي عياض بمراكش سنة 1992، إضافة إلى شهادة جامعية في علم الدم والطب الشرعي Hématologie من جامعة بوردو 2 سنة 1998.
وسبق له أن تقلد منصب عميد كلية العلوم التابعة لجامعة محمد الخامس-أكدال من سنة 2011 إلى سنة 2014، ونائب عميد مكلف بالشؤون الأكاديمية بالكلية نفسها من 2006 إلى 2010، وكذا عضو اللجنة الوطنية للاعتماد وتنسيق التعليم العالي واللجنة التحضيرية للمجلس الوطني للغات والثقافة المغربية.
كما تولى أيضا رئاسة لجنة منح التميز بسلك الدكتوراه منذ سنة 2015، وكذا لجنة انتقاء منح الاستحقاق بمؤسسة محمد السادس للأعمال الاجتماعية والتربوية منذ سنة 2017، وشغل سنة 2015 منصب رئيس اللجنة البيداغوجية والتكوين المستمر لندوة رؤساء الجامعات.
وكان أمزازي سنة 2016 منسقا لبرنامج المؤتمر المتعدد الأطراف كوب 22 الخاص بندوة رؤساء الجامعات، ولشبكة عمداء كليات العلوم بالجامعات العمومية بالمغرب، فضلا عن شغله منصب نائب رئيس مجلس الأمناء بجامعة محمد الخامس بأبو ظبي (الإمارات العربية المتحدة)، منذ سنة 2015.
ومنذ سنة 2012 إلى 2014 كان عضوا باللجنة العليا لمعادلة الشهادات الأجنبية بوزارة التعليم العالي والبحث العلمي، ورئيسا للجنة تقييم المسالك في العلوم والتقنيات سنة 2014، وكذا خبيرا وطنيا لدى البرنامج الأوروبي ERASMUS+ سنة 2015، وعضو اللجنة الخاصة بوزارة التعليم العالي والبحث العلمي المكلفة بتعديل القانون 00.01، ما بين 2013 و2014.
وقد ترأس اللجنة البيداغوجية بمجلس جامعة محمد الخامس-أكدال خلال الفترة الممتدة من 2011 إلى 2014، كما كان عضوا بلجنة تتبع البرنامج الاستعجالي لجامعة محمد الخامس-أكدال ما بين 2010 و2013، وعضوا بالمباراة الوطنية للتبريز في علوم الحياة والأرض منذ سنة 2011، كما كان عضوا منتخبا بمجلس كلية العلوم بالرباط، ورئيسا للجنة البيداغوجية ما بين 2003 و2006.
في رصيده العديد من الأنشطة المرتبطة بمجال البحث العلمي، حيث ترأس فريق البحث في علم الوراثة الشرعية ما بين 2008 و2015، وكان عضوا بمركز بحث علم الجينومات المرضية الإنسانية بجامعة محمد الخامس بالرباط سنة 2016، كما كان رئيسا لوحدة التكوين والبحث في الدكتوراه (البيولوجيا الكيميائية –المناعة) ما بين 2009 و2014.
وأشرف على 34 أطروحة دكتوراه، وترأس كذلك لجان مناقشة 32أطروحة دكتوراه، وعشرات الجلسات العمومية للمؤتمرات الوطنية والدولية، كما شارك في تأليف 65 كتابا ومنشورا دوليا محكما ووطنيا، وهو صاحب براءة اختراعين وضعا بالمكتب المغربي للملكية الصناعية والتجارية، ومسؤول على العديد من التعاقدات واتفاقيات البحث الممولة، ومحكم بمجلات وإصدارات علمية دولية (Reviewer)، وكذا عضو بالعديد من الشركات الوطنية والدولية.
وفي مجال البحث البيداغوجي، كان أمزازي منسقا للماستر المتخصص في العلوم وتكنولوجيا الحياة والصحة من 2009 إلى 2012، ولوحدات الإجازة في البيولوجيا الإنسانية والمناعة والبيولوجيا الكيميائية ما بين 2004 و2009، ورئيسا لمسلك علوم الحياة ما بين سنتي 2006 و2010، كما كان منسقا لمكتب التكوين المستمر بكلية العلوم بالرباط ما بين 2005 و2011، ولوحدة اللغات والتواصل بذات الكلية ما بين 2003 و2011، ومسؤولا عن نادي اليونسكو بكلية العلوم: الأعمال الثقافية والعلمية ما بين 2005 و2011، وعن الأسبوع الوطني للعلم ما بين 2009 و2013.